# دان بال
دان بال (انگلیسی: Don Ball؛ زادهٔ ۱۴ ژوئن ۱۹۶۲) بازیکن فوتبال اهل بریتانیا است.
از باشگاه‌هایی که در آن بازی کرده‌است می‌توان به باشگاه فوتبال بیشاپ اوکلند و باشگاه فوتبال دارلینگتون اشاره کرد.